# Teopomp
 Ovo je glavno značenje pojma Teopomp. Za spartanskog kralja pogledajte Teopomp (spartanski kralj).
Teopomp iz Hija (starogrčki: Θεόπομπος) (oko 380. pr. Kr. - ?) je bio antički grčki zemljopisac, povjesničar i retoričar. Djelo mu nije sačuvano u cijelosti nego u fragmentima. Iz 4. je stoljeća prije Krista. Za Jadransko more kao i njegov prethodnik zemljopisac Hekatej govori da je zaljev - Jonski zaljev. Smatra ga sjevernim dijelom Jonskog mora. Iz 12. se knjige njegova povijesnog djela može razabrati da je Jonsko more imenovano prema nekom Iliru Ioniju.